# Liaocheng
Liaocheng (xinès: 聊城; pinyin: Liáochéng), és una ciutat a nivell de prefectura a l'oest de la província de Shandong, a la República Popular de la Xina. Limita amb Jinan (la capital provincial) al sud-est, Dezhou al nord-est, Tai'an al sud i les províncies de Hebei i Henan a l'oest. El Gran Canal travessa el centre de la ciutat. La seva població era de 5.789.863 segons el cens de 2010, 1.229.768 dels quals vivien a l'àrea urbanitzada formada pel districte de Dongchangfu, tot i que bona part del territori segueix sent rural.
Durant la dinastia Song, l'àrea de l'actual Liaocheng incloïa les prefectures de Bo i Ji. L'any 2007, la ciutat va ser nomenada com les deu ciutats més habitables de la Xina per l'Informe sobre el valor de la marca de les ciutats xineses, que es va publicar a la Cimera de Beijing del Fòrum de Ciutats de la Xina de 2007.

## Administració
La ciutat-prefectura de Liaocheng administra vuit divisions a nivell de comtat, inclosos dos districtes, una ciutat a nivell de comtat i cinc comtats:
- Districte de Dongchangfu
- Districte de Chiping
- Ciutat de Linqing
- Comtat de Yanggu
- Comtat de Dong'e
- Comtat de Gaotang
- Comtat de Guan
- Comtat de Shen

Aquests es divideixen a més en 134 divisions a nivell de municipi.
| Mapa de Liaocheng |
| --- |
| Dongchangfu Chiping Comtat de · Yanggu Comtat · de Shen Comtat · de Dong'e Comtat · de Guan Comtat de · Gaotang Linqing · (ciutat) |